# Emin Gök
Emin Gök (ur. 15 lutego 1988 w Mersinie) – turecki siatkarz, grający na pozycji środkowego, 18-krotny reprezentant Turcji.

## Sukcesy klubowe
Mistrzostwo Turcji:
- 2013, 2021
- 2011, 2012, 2014
- 2008, 2009, 2019

Puchar Turcji:
- 2009, 2011

Puchar Challenge:
- 2009, 2014
- 2011, 2021

Puchar CEV:
- 2019

## Sukcesy reprezentacyjne
Liga Europejska:
- 2012